# Tahifilaksija
Tahifilaksíja je zmanjšana odzivnost organizma na kako zdravilo po večkratnem dajanju ali že po prejetju začetnega odmerka. Bistvena razlika med tahifilaksijo in toleranco za zdravila je ta, da se lahko prva razvije razmeroma hitro po ponavljajočem odmerjanju, brez povečanega odziva pri povišanju odmerka, se pa učinkovitost povrne, če se odmerjanje zdravila za določeno obdobje prekine. Pri toleranci se učinkovitost zdravila manjša počasi, učinek se poveča pri povišanju odmerka, začasna prekinitev zdravljenja pa nima vpliva.

## Primeri
- Dezmopresin, sintetični analog vazopresina, izkazuje tahifilaksijo pri zdravljenju Willebrandove bolezni.[4]
- Nikotin – tahifilaksija je izrazita pri averzivnih učinkih nikotina (npr. vrtoglavica, nemirnost), stimulativni učinki (povečanje vitalnosti, budnosti), povečanje koncentracije in lagodni vedenjski učinki (umirjenost, zadovoljstvo) pa izkazujejo le blago tahifilaksijo.[5]